# Mathilda May
Mathilda May (nacida con el nombre de Karin Haïm; Saint-Ouen, Seine-Saint-Denis, 8 de febrero de 1965) es una actriz francesa.

## Biografía
Su padre es el dramaturgo Víctor Haïm, proveniente de una familia greco-turca sefardí. Su madre es la maestra de ballet y coreógrafa Margareta Hanson. A los 16 años ganó el Primer Premio del Conservatorio de Danza de París. El trabajo cinematográfico de May ha sido principalmente en francés y dirigido al mercado europeo, habiendo ganado el Premio Romy Schneider en 1989.
Las principales películas no francesas en que ha aparecido son Lifeforce, Naked Tango (1991), Becoming Colette (1991) y La teta y la luna (1994).
En Estados Unidos es conocida principalmente por su papel como uno de los "vampiros" de la película de terror Lifeforce, dirigida por Tobe Hooper, en la que permanece desnuda durante la mayor parte de su actuación. También apareció en el juego de aventura de 1996 Superficie Privateer 2: El oscurecimiento. También en The Jackal, una película de acción de 1997.

## Vida personal
Estuvo casada con Paul Powell entre 1991⁠ y ⁠1993, con Gérard Darmon entre 1994⁠ y ⁠1999 (con quien tuvo dos hijos, Sarah, nacida el 17 de agosto de 1994, y Jules, nacido el 4 de marzo de 1997) y con Philippe Kelly entre 2000⁠ y ⁠2006. Luego comenzó una relación con el rapero Sly Johnson, con quien terminó casándose por cuarta vez.
En 1992 grabó el álbum Alegría del amor.

## Filmografía
- Nemo (1984)
- Les Rois du gag (1985)
- Lifeforce (1985)
- Letters to an Unknown Lover (1985)
- La Vie dissolue de Gérard Floque (1987)
- La Passerelle (1988)
- Trois places pour le 26 (1988)
- Naked Tango (1990)
- Cerro Torre: Schrei aus Stein (1991)
- Becoming Colette (1991)
- Isabelle Eberhardt (1991)
- Toutes peines confondues (1992)
- Grosse fatigue (1994)
- Le Voleur et la menteuse (1994)
- La teta y la luna (1994)
- Celluloide (1996)
- The Jackal (1997)
- Only Love (1998)
- Entrevue (1999)
- Là-bas... mon pays (2000)
- El cónsul Perlasca, TV (2002)
- Love Express (2004)